# Kościół Świętych Apostołów Piotra i Pawła w Gołanicach
Kościół Świętych Apostołów Piotra i Pawła w Gołanicach – rzymskokatolicki kościół parafialny należący do parafii pod tym samym wezwaniem (dekanat święciechowski archidiecezji poznańskiej).
Jest to świątynia wzniesiona w 1782 roku w stylu późnobarokowym. Ufundowana została przez Stanisława Krzyckiego, chorążego wschowskiego. Do wyposażenia kościoła należą: ołtarze w stylu barokowo-klasycystycznym ozdobione rzeźbami i obrazami z XVIII i XIX wieku. W ołtarzu głównym znajduje się obraz Chrystusa na Krzyżu namalowany na początku XIX wieku, natomiast w bocznych jest umieszczona Matka Boska Różańcowa ze św. Dominikiem i Świętą Rodziną. Ambona, ławki i chrzcielnica powstały pod koniec XVIII wieku. Świątynia posiada także dwa epitafia wykonane z piaskowca z inskrypcjami.